# عشق و نفرت (فیلم ۱۹۹۹)
عشق و نفرت یا عشق برنده خواهد شد (به هندی: Hogi Pyaar Ki Jeet) فیلمی محصول سال ۱۹۹۹ و به کارگردانی پی. واسو است. در این فیلم بازیگرانی همچون آرشاد وارسی، اجی دیوگن، مایوری کانگو، شبانا رضا، کتکی داو، رضا مراد، تیکو تالسانیا ایفای نقش کرده‌اند.